# زي التاميلية
زي التاميلية (بالإنجليزية: Zee Tamil) (بالتاميلية: ஜீ தமிழ்) هي قناة ترفيهية عامة مدفوعة الأجر باللغة التاميلية الهندية مملوكة لشركة زي للمشاريع الترفيهية. بدأت القناة بثها في عام 2008 وهي متاحة دوليا. تبث القناة من غويندي، تشيناي وتاميل نادو.